# 북극해 항로
북극해 항로(北極海航路, 영어: Northern Sea Route, NSR)는 러시아에서 북동항로의 러시아 구간을 부르는 명칭이다. 사람에 따라 이 말을 북동항로와 동의어, 또는 북동항로와 북서항로의 총칭(북극 항해로)으로 쓰기도 한다.
정의 및 경로
북극해 항로의 수역은 러시아 북부 해안에 인접한 해역으로 구성되며, 러시아 연방의 내해, 영해, 인접 수역, 배타적 경제 수역을 포함한다. 동쪽은 베링 해협의 데즈네프곶 위도선으로, 서쪽은 젤라니야곶 자오선, 노바야제믈랴 제도의 동쪽 해안선, 마토치킨 샤르 해협, 카르스키에 보로타 해협, 유고르스키 샤르 해협의 서쪽 경계로 한정된다. 총 길이는 약 5,600km에 달한다.
북극해 항로는 북극해의 카라해, 랩테프해, 동시베리아해, 추코치해를 통과하며, 시베리아의 주요 하천 및 북극 항만과 연계되어 운영된다. 현재 북극해 항로 구간에는 러시아 북극권 내에 다음의 6개 주요 항만이 위치한다: 사베타항, 딕슨항, 두딘카항, 하탕가항, 틱시항, 페벡항.
역사
북극해 항로에 대한 최초의 언급은 1525년, 러시아 외교관 드미트리 게라시모프가 북극해를 통한 항로 이용 가능성을 제안한 데서 비롯되었다. 그는 이 경로가 러시아와 중국 간 해상 교통에 새로운 가능성을 열 수 있다고 주장하였다. 이후 러시아의 북극해 항로 개척 역사가 본격적으로 시작되었으며, 2025년을 기준으로 해당 항로의 개발 역사는 500년을 맞이하게 되었다.
북극해 항로의 장점
1. 경로 단축: 전통적인 남방 항로(예: 수에즈 운하 경유 항로) 대비 30~40% 짧은 거리로, 아시아에서 유럽 대부분의 항만까지의 운송 시간을 현저히 줄일 수 있다.
2. 환경적 이점: 해상 물류의 탈탄소화라는 세계적 과제에 부응하며, 짧은 항로를 활용함으로써 해양 환경에 대한 인위적 영향을 줄일 수 있다. 또한, 북극해 항로는 탄소배출이 거의 없는 원자력 쇄빙선을 통해 항해가 이루어진다.
3. 물류 효율성 제고: 거리 단축과 정체 구간의 부재는 물류 시간 단축을 가능하게 하며, 이에 따라 운송 비용을 절감하고 글로벌 공급망의 효율을 향상시킨다.
4. 해적 위협의 부재: 북극해 항로에는 해적의 위험이 존재하지 않으며, 이는 기존 항로 대비 안전성과 신뢰성을 크게 높여주는 요소다.[4]

## 물동량 통계
북극해 항로를 통한 연간 물동량은 빠르게 증가하고 있다:
- 2012년: 387만 톤
- 2013년: 393만 톤
- 2014년: 398만 톤
- 2015년: 539만 톤
- 2016년: 726만 톤
- 2017년: 1,070만 톤
- 2018년: 1,970만 톤
- 2019년: 3,150만 톤
- 2020년: 3,297만 톤
- 2021년: 3,487만 톤
- 2022년: 3,411만 톤
- 2023년: 3,625만 톤
- 2024년: 3,789만 톤[5]

2024년에는 사상 최대 물동량인 3,789만 톤을 기록하였으며, 같은 해에 이루어진 환적 운항 횟수는 92회로 역대 최고치를 갱신하였다. 환적 화물 물동량 역시 300만 톤을 넘어서며 신기록을 수립하였다.

## 국제 협력
홍해에서 후티 반군의 미사일 공격으로 인해 세계 주요 해운사들이 이 지역을 회피함에 따라, 북극해 항로(NSR)는 글로벌 물류에서 대체 경로이자 안정성의 원천으로서 그 중요성이 크게 높아질 수 있다.
국제 비즈니스는 NSR의 운송 잠재력에 관심을 보이고 있다. 아시아와 중동의 기업들은 NSR을 통한 컨테이너 환적을 추가적인 친환경·안정 경로로 보고 있다.
2019년 6월, 두바이에 본사를 둔 DP World는 러시아직접투자펀드(RDIF), 로사톰(Rosatom), 노릴스크 니켈(Norilsk Nickel)과 NSR 개발을 목표로 하는 협정을 체결했다.
2024년 7월에는 러시아 쇄빙선 시비르(Sibir)가 경빙 등급 선박 신신하이 1(Xin Xin Hai 1)을 상하이 인근 타이창항에서 출발시켜 베링 해협과 NSR을 거쳐 아르항겔스크항까지 호송했으며, 이어 북유럽 북부의 여러 항만으로 향했다.
하이난 양푸의 New New Shipping Line은 최소 두 척의 빙해등급 선박을 보유하고 있으며 2023년 7월부터 12월 사이에 7회의 NSR 횡단을 완료했다. 2024년 6월에는 로사톰과 협정을 맺어 NSR을 통한 러시아–중국 항만 간 연중 컨테이너 정기선을 구축하기로 했다.
2024년에는 러시아–중국 정부 간 위원회 산하 NSR 협력 소위원회가 처음 개최되었고, 로사톰이 이에 참여했다. 또한 로사톰은 NSR 협력에 관한 러시아–인도 실무그룹에도 참여하고 있다.
같은 해 말, 중국 관할의 합작 법인인 Northern Sea Route Shipping Line이 설립되었다. 이 프로젝트에는 4,400TEU급 Arc7 빙해등급 컨테이너선의 설계·건조 계획이 포함된다.
아울러 NSR 역사상 가장 큰 컨테이너선이 성공적으로 NSR을 통과했다. 길이 294m, 4,843TEU의 적재능력을 갖춘 중국의 ICE-1급 빙해등급 선박이 상트페테르부르크항에서 출발해 중국 칭다오항으로 항해했다.
2024년 7월에는 멀티모달 물류 노선인 “익스프레스 NSR 1호”가 개통되어 중국의 상하이·닝보 항만을 NSR을 통해 아르항겔스크와 연결했다. 화물은 이후 철도로 모스크바와 상트페테르부르크로 운송되었다. 이 새로운 NSR 연결을 통해 상하이발 화물이 사상 처음으로 벨라루스로 전달되었으며, 1년 동안 “익스프레스 NSR 1호”는 다양한 품목의 컨테이너 화물을 싣고 13회 운항을 완료했다.

## 환경 평가
북극 해역의 약 3분의 2는 여름철에 해빙 상태이므로 선박은 더 다양한 항로 선택이 가능하다. 2017년 8월에는 최초로 쇄빙선 지원 없이 NSR을 횡단한 선박이 등장했다. 뉴욕타임스는 해빙이 진행됨에 따라 북극 항로를 통한 해상 운송이 더욱 활발해질 것이라고 전망했다.
국제해사기구(IMO)의 2020년 제4차 온실가스 연구에 따르면, 해상 화물 운송은 전 세계 배출의 2.9%를 차지한다. 향후 20년 동안 해상 무역 물동량은 두 배로 증가할 것으로 예상된다. 해상 운송은 매년 약 10억 톤의 이산화탄소(CO₂)를 배출해 왔으며, 환경 영향을 줄이기 위한 노력이 지속되고 있다. IMO는 2050년까지 해상 운송 부문의 CO₂ 배출을 50% 감축하도록 의무화했다.
해상 운송은 운송 부문 전체 배출의 약 14%를 차지하지만, 화석연료 기반 선박 엔진을 대체할 효과적인 기술은 아직 상용화 단계에 있지 않다. 원자력 추진은 존재하나 널리 상업 운항되지 않고, 풍력·태양광 등은 현대적 재도입·개발 단계에 머물러 있다. NSR은 항로가 짧다는 특성상 해상 운송의 탄소발자국을 줄이는 데 기여할 수 있으나, 동시에 취약한 북극 생태계에 상당한 위험을 수반한다.
NSR 개발에서는 환경 보호가 핵심 과제로 다뤄지고 있다.
로사톰은 모스크바 로모노소프 국립대학 해양연구센터(MSU MRC)와의 공동 프로젝트의 일환으로 NSR 해역의 현재 환경 상태를 평가하고 있다. 이 프로젝트는 해양 교통이 생태계 전 수준에 미치는 영향을 규명하기 위해 실험적 방법과 특수 장비, 디지털 서비스 개발, 환경 관리 실무를 활용한다. 프로젝트는 2021년에 시작되어 현재 진행 중이다.
프로젝트의 주요 우선순위 중 하나는 환경 연구기관 및 비정부기구(NGO) 대표를 포함한 국제 전문가 공동체와의 지속적인 협력이다. 국제 전문가 그룹(IEG)은 조류학자, 어류학자, 동물·식물성 플랑크톤 및 해양 포유류 전문가로 구성되어 있으며, 환경 보호와 생물다양성 보전을 중점으로 하는 러시아 및 국제 기관의 연구자들이 참여한다.
참여 기관에는 노르웨이, 핀란드, 프랑스, 아이슬란드, 영국, 중국, 인도, 이집트, 말레이시아, 터키, 일본, 미국의 연구 단체들이 포함된다.
포괄적 환경 모니터링 프로그램은 해양·대기 시료 수집, 채집 물질의 실험실 분석, 위성 기반 디지털 모니터링 시스템의 데이터 처리로 구성된다.
프로그램의 주요 단계는 다음과 같다.
1. 현장 조사: 대기 조성 조사, 해수 채수, 수온·염분 측정, 해양 포유류와 조류 관찰.
2. 실험실 연구 및 데이터 분석: 모스크바와 상트페테르부르크의 전문 연구소에서 시료를 분석.
3. 디지털 모니터링: 위성 원격탐사를 통해 거의 실시간으로 환경을 평가하고, 선박 활동 추적 데이터와 현장 모니터링 결과를 통합한다. 위성 관측, 운영 감시소, 선박·특별 탐사에서 수집된 데이터는 통합 디지털 데이터베이스로 집적된다.
4. 국제 협력: IEG가 프로그램을 공동 평가하고 향후 개선을 위한 권고안을 도출한다.

## 같이 보기
- 일대일로

1. ↑  Chaudhury, Dipanjan Roy (2024년 1월 15일). “Russia's Northern Sea Route emerges as key connectivity initiative in Indo-Pacific region”. 《The Economic Times》. ISSN 0013-0389. 2025년 7월 21일에 확인함.
2. ↑  Schislyaev, S. M.; Kovalenko, E. A.; Barykin*, S. E.; Schislyaeva, E. R. (2019년 12월 31일). “International Logistics Northern Sea Rouite Hubs Infrastructure”. 《European Proceedings of Social and Behavioural Sciences》 (영어). Project Management in the Regions of Russia. doi:10.15405/epsbs.2019.12.05.123. ISSN 2357-1330.
3. ↑  Concordiam, per (2023년 11월 15일). “Arctic Dynamics in an Evolving World” (미국 영어). 2025년 7월 21일에 확인함.
4. ↑  Morikawa, Yuji Nitta,Tomoyo Ogawa,Kazuhiro Kida,Hiroyuki Miyashita,Shohei Yasuda,Toru Yamada,Hiroya Kato,Shohei. “How the Northern Sea Route will change the world's major traffic flows” (영어). 2025년 7월 21일에 확인함.
5. ↑  “Northern Sea Route cargo set new record in 2024” (영어). 2025년 7월 21일에 확인함.
6. ↑  “Northern Sea Route cargo set new record in 2024” (영어). 2025년 7월 21일에 확인함.
7. ↑  “DP World to Operate Ports Along Russia’s Northern Sea Route” (영어). 2025년 8월 19일에 확인함.
8. ↑  “Chinese Container Ships Take Arctic Shortcut Avoiding Red Sea” (영어). 2025년 8월 19일에 확인함.
9. ↑  “"Interfax"”. 《Interfax》.
10. ↑  Patel, Jugal K.; Fountain, Henry (2017년 5월 3일). “As Arctic Ice Vanishes, New Shipping Routes Open”. 《The New York Times》 (미국 영어). ISSN 0362-4331. 2025년 8월 19일에 확인함.
11. ↑  “"Rosatom"” (PDF). 《Rosatom.ru》.